# 過熱蒸気
過熱蒸気（かねつじょうき）とは、液体を沸点にまで加熱し、全て気体とした乾き飽和蒸気を更に加熱して作った蒸気。通常は過熱蒸気発生装置を用いて作られる。過熱蒸気という場合は過熱した水蒸気（過熱水蒸気)を指す場合が多い。多少の冷却では液体に戻らないために効率が良く、熱機関では頻繁に使用される。超臨界圧ボイラーを利用して製造された650℃前後の過熱蒸気が使用される場合もある。過熱水蒸気を用いて加熱する場合、圧力を高くする必要がないために大掛かりな設備が必要なかったり、水分子が加熱する物体のあらゆる場所に入り込むため、より効率的に加熱を行うことができ、空気中より酸素濃度が低いため酸化が起こりにくくなり、火災や爆発の危険性も小さくなるなどの長所がある。